# Respirovirus
Respirovirus è un genere di virus di vertebrati a singolo filamento negativo di RNA, appartenente all'ordine Mononegavirales, famiglia Paramyxoviridae, sottofamiglia Orthoparamyxovirinae. La specie tipo è il virus di Sendai (Murine respirovirus), un patogeno dei roditori.

## Genoma
Come la maggior parte dei virus di Orthoparamyxovirinae, i respirovirus condividono un genoma costituito da sei geni:
3'-NP-P/C/V-M-F-HN-L-5'
dove:
- NP - gene per la nucleoproteina NP la quale permette di formare nucleocapsidi a simmetria elicoidale resistenti alle RNAsi
- P/C/V - gene P che codifica tre fosfoproteine (P, C e V)[2]
- M - gene per la proteina di matrice
- F - gene per la glicoproteina virale F (di fusione), la quale interagisce con lo strato di proteine della matrice virale sulla superficie interna della membrana virale
- HN (altrimenti indicato come RBP) - glicoproteina virale emoagglutinina-neuramminidasi responsabile dell'agglutinazione delle emazie di pollo o, in minor misura, degli eritrociti umani di gruppo 0 (negli altri Paramyxovirinae è detta "proteina G", proteina di adsorbimento)
- L - gene per la proteina di maggiori dimensioni (L = large)

Successivamente, con il riconoscimento delle differenze esistenti fra i virus dell'influenza e i virus parainfluenzali, questi ultimi, in base alla presenza o meno di un gene codificante una piccola proteina idrofobica SH (Small Hydrophobic protein), vennero distribuiti in due diversi generi di Orthoparamyxovirinae: Rubulavirus (adesso sottofamiglia Rubulavirinae, virus con il gene per la SH) e Respirovirus (virus senza il gene per la SH). A Rubulavirinae, la cui specie tipo è il virus della parotite epidemica, appartengono i virus parainfluenzali umani 2 (HPIV-2) e 4 (HPIV-4A e HPIV-4B); a Respirovirus i virus parainfluenzali umani 1 (HPIV-1) e 3 (HPIV-3).

## Tassonomia
Al genere Respirovirus appartengono le seguenti specie:
- Bovine respirovirus 3 (virus parainfluenzale bovino 3, BPIV-3)
- Caprine respirovirus 3 (virus parainfluenzale caprino 3, CPIV-3)
- Human respirovirus 1 (virus parainfluenzale umano 1, HPIV-1)
- Human respirovirus 3 (virus parainfluenzale umano 3, HPIV-3)
- Murine respirovirus (virus di Sendai, PIV-1, specie tipo)
- Porcine respirovirus 1 (virus parainfluenzale porcino 1, PPIV-1)
- Squirrel respirovirus (virus degli scoiattoli giganti, GSqV)

## Caratteristiche virali

### Morfologia
Al microscopio elettronico i virioni dei respirovus appaiono di forma pleiomorfa (sferica o filamentosa), costituiti da un pericapside lipidico, sensibile all'etere, e da un nucleocapside a simmetria elicoidale. I virioni misurano circa 150-250 nm di diametro e 1000-10000 nm di lunghezza. Sulla superficie esterna del rivestimento lipidico sono visibili delle proiezioni lunghe circa 8 nm e distanziate l'una dall'altra 7-10 nm: sono identificate con due glicoproteine virali: Emoagglutinina-neuraminidasi (HN) e proteine di fusione (F). Il nucleocapside ha lunghezza di 600-800 nm, larghezza di 18 nm mentre il passo della spirale è di 5,5 nm.

### Proprietà chimico-fisiche
I respirovirus sono virus ad RNA a singolo filamento negativo contenenti circa 15200 nucleotidi. I virioni hanno una densità di flottazione in CsCl di 1,31 g/cm−3. L'RNA virale costituisce solo lo 0,5% in peso della particella infettiva. Il genoma virale codifica sia per proteine strutturali che per proteine non strutturali. I lipidi del pericapside costituiscono il 20-25% in peso del virione e sono di composizione identica a quelli della membrana cellulare della cellula ospite, dalla quale sono infatti originati.

## Patogenesi
Appartengono a Respirovirus i virus parainfluenzali umani 1 e 3. Il virus parainfluenzale umano 3 (HPIV-3) è la seconda causa di patologia respiratoria grave nei bambini, dopo il virus respiratorio sinciziale (RSV), soprattutto durante il primo anno di vita. Le epidemie di HPIV-3 si manifestano ogni anno, specialmente a primavera e in estate e sono associate spesso con bronchiti e polmoniti. Il virus parainfluenzale umano 1 (HPIV-1) causa le epidemie di laringo-tracheo-bronchite (croup) più vaste delle precedenti, che si manifestano in genere ogni due anni, soprattutto in autunno, e che di solito sono seguite da epidemie del virus parainfluenzale umano 2.